# Tylecodon opelii
Tylecodon opelii är en fetbladsväxtart som beskrevs av Van Jaarsv. och S.A.Hammer. Tylecodon opelii ingår i släktet Tylecodon och familjen fetbladsväxter. Inga underarter finns listade i Catalogue of Life.